# Brookesia nana
Brookesia nana, trong tiếng Anh còn có tên tắc kè hoa siêu nhỏ (nano-chameleon), là một loài tắc kè hoa đặc hữu của rừng nhiệt đới vùng núi phía bắc Madagascar. Nó được mô tả vào năm 2021 và có thể là loài bò sát nhỏ nhất thế giới. Loài này có màu nâu nhạt, con đực trưởng thành chỉ có chiều dài 22 mm và con cái có chiều dài 29 mm. Không giống như hầu hết các loài tắc kè hoa khác, Brookesia nana không thay đổi màu sắc và không sống trên cây trong rừng, mà thích sống ở tầng đáy rừng. Giống như các loài Brookesia khác, con cái thường lớn hơn con đực. Vấn đề nó có kích thước nhỏ như vậy trong khi các động vật có xương sống khác đều phát triển khi trưởng thành vẫn còn là một bí ẩn.
Loài này được nhà nghiên cứu động vật học Frank Glaw và các nhà nghiên cứu người Đức khác phát hiện vào năm 2021 trong khu rừng nhiệt đới trên khối núi Sorata ở phía bắc Madagascar. Có khả năng loài này đang có nguy cơ tuyệt chủng.